# Osman Saleh Sabbe
Osman Saleh Sabbe (Hirghigo, a l'est de Massawa, 1932 - el Caire, Egipte, 4 d'abril de 1987) fou un polític eritreu del grup asaworta saho.

## Biografia
Osman Saleh Sabbe va estudiar a l'escola Kekiya als anys quaranta i als anys cinquanta fou preparat com a mestre d'escola a Addis Abeba i va contactar amb la comunitat musulmana (1952); del 1953 al 1958 fou mestre a Kekiya adoptant posicions panislamistes. Era a Addis Abeba quan es va fer militant del Front d'Alliberament d'Eritrea (ELF) fundat el 1960 i va restar a la rereguarda reclutant joves estudiants als que enviava a Sudan i Egipte, fins al 1965 quan es va unir a la guerrilla. Fou designat secretari d'afers internacionals de l'ELF. La seva entrada a l'organització va arrossegar a joves musulmans de la part oriental d'Eritrea i a joves àfars de Dankàlia, on creixia la indignació per la negativa imperial a concedir un govern general imperial únic per tots els territoris àfars; aleshores l'ELF estava dominat pels musulmans occidentals que veien amb recança als àfars; diversos conflictes van oposar als combatents àfars amb els altres i els que havien arribat a llocs dirigents foren apartats; el 1967 els combatents àfars van demanar no combatre més que a territori àfar, per defensar la zona dels propis membres tigres de l'ELF (els habitants de l'altiplà central d'Eritrea); finalment va esclatar la lluita entre els tigrinyes de l'ELF i els àfars, i els primers foren derrotats i expulsats de Dankàlia per un temps. En aquestos anys Saleh va fundar oficines d'informació a Beirut i Roma i una oficina de publicacions a Damasc on es va publicar al revista oficial eritrea "Revolution" així com diversos diaris, llibrets, llibres i propaganda, en diferents llengües, i es van traduir a l'àrab diversos llibres sobre Eritrea i la seva situació. També va fundar escoles i finalment la "Eritrean Educational Organization", institució d'ensenyament pionera.
El manteniment de l'hegemonia dels musulmans occidentals a l'ELF va causar poc després la separació d'Osman Salih Sabbeh i Hiruy Tadla Bayru que van crear a Sidiha Ela, a Dankàlia, les Forces Populars d'Alliberament (PLF). El moviment es va reforçar per l'important aflux de joves cristians dels altiplans centrals que van acabar per controlar l'organització impedint el seu control pels musulmans orientals o pels àfars; per mentre, aprofitant l'hostilitat entre àfars i ELF, el EPLF va poder establir bases a Dankàlia amb permís dels àfars. Finalment l'hegemonia cristiana i tigre central va portar a una nova divisió. La majoria de les PLF va respondre a la crida de l'ELF (en el seu II Congrés de maig de 1975) a la unitat i després de converses a Bagdad (juny) i Beirut (12 d'agost de 1975) es va establir un principi d'acord per la unió que fou signat per Saleh Sabbe en nom de les PFL.
Però les PLF estaven dividides en faccions (el faccionalisme havia començar el 1972 al congrés de Beirut que en va donar el control a Isaies Afeworki); Afeworki no honorava el compromís d'unió signat per Osman Saleh Sabbeh; Afeworki va reunir als seus seguidors a Shimal Bahri i va declarar trencat l'acord; Saleh Sabbe així es va trobar encapçalant una facció oposada a la direcció; sota la pressió de l'influent i prestigiós Ato Woldeab Woldemariam finalment Afeworki va acceptar l'acord i la unitat es va concretar l'1 de setembre de 1975 a Khartum, en un acord conegut com a Khartoum Unity Agreement. El 18-23 de maig de 1976 la majoria de les PLF dirigides per Afeworki va celebrar un congrés i va agafar el nom de Eritrean Liberation Front-Popular Liberation Forces (ELF-PLF) però el trencament amb Saleh es va consumar i el 25 de maig Saleh declarava que constituïa una nova organització separada (que va conservar el nom de Forces Populars d'Alliberament; el gener de 1977 Saleh Sabbe va celebrar un congrés dels seus seguidors, que van agafar formalment el nom de Front Popular d'Alliberament d'Eritrea EPLF (que ja havien decidit el juliol de 1976); la unitat amb el grup d'Afeworki era teòrica i en la pràctica va quedar congelada i l'ELF va considerar la nova realitat i va tornar a parlar amb Saleh Sabbe (al mateix temps que parlaven també amb el grup d'Afeworki i de fet i van cooperar per la conquesta d'Agordat en la batalla de 14 a 31 d'agost de 1977), i després de converses a Kuwait i Damasc el 20 d'octubre de 1977 el Front Popular d'Alliberament d'Eritrea i el Front d'Alliberament d'Eritrea (dirigit pel seu Consell revolucionari) van signar un acord d'unitat conegut com a "Acord del 20 d'octubre" anunciat pel secretari general del EPLF Ramadan Mohammad Nour. El nom de EPLF quedava lliure i Afeworki, que mai havia reconegut el trencament, es va considerar al front del grup.
Un any després atacava a l'ELF a Tabah (26 de desembre de 1978) seguit d'altres atacs a Shieb, Gedged, Habah, Mai-Idaga, Mai-Ayni, Bardolle i Irafalle in Dankàlia culminant en l'atac a Adobaha el 28 d'agost de 1980, aliat al Front Popular d'Alliberament del Tigré que abans de dos anys va expulsar a totes les forces de l'ELF cap al Sudan. Saleh Sabbe es va refugiar llavors al Sudan.
Va morir d'una sobtada malaltia en un hospital del Caire quan era president de l'Eritrean Liberation Front-Unified Organization.